# Аттукваефио, Сесил Джонс
Сесил Джонс Аттукваефио (англ. Cecil Jones Attuquayefio; родился 18 октября 1944 года, Аккра, Золотой Берег — 12 мая 2015 года, Аккра, Гана) — бывший ганский футболист и тренер.

## Футбольная карьера
Аттукваефио множество раз играл за сборную Ганы и помог команде выиграть Кубок африканских наций 1965. Также играл на Олимпийских играх 1968, Кубках африканских наций 1968 и 1970.

## Тренерская карьера
Тренировал сборную Бенина, игравшей на Кубке африканских наций 2004, Хартс оф Оук, выигравшим в 2000 году Лигу чемпионов КАФ, сборную Ганы. Стал тренером 2000 года в Африке. С 2007 по 2009 год был министром спорта Ганы. До своей смерти работал скаутом в сборной Ганы.

## Смерть
12 мая 2015 года Джонс Сесил Аттукваефио умер рано утром в больнице от рака горла.

## Достижения

### В качестве футболиста
- Победитель Кубка африканских наций: 1965

### В качестве тренера
- Победитель Лиги чемпионов КАФ: 2000
- Африканский тренер года: 2000